# Kopciuch kolumbijski
Kopciuch kolumbijski (Myiotheretes pernix) – gatunek małego ptaka z rodziny tyrankowatych (Tyrannidae), podrodziny wodopławików (Fluvicolinae). Występuje endemicznie w północnej Kolumbii. Zagrożony wyginięciem.

## Taksonomia
Gatunek został opisany po raz pierwszy przez Outrama Bangsa w 1899 roku. Holotyp pochodził z Kolumbii, autor zapisał miejsce odnalezienia ptaka jako „Matacama”, a wysokość – 9000 stóp (ok. 2740 m) n.p.m. Był to dorosły samiec, odłowiony przez W.W. Browna 4 lutego 1899 roku. Bangs nadał mu nazwę Ochthodiaeta pernix. Kopciuch kolumbijski bywał umieszczany razem z kopciuchami: ciemnym (M. fumigatus) i rdzawoskrzydłym (M. fuscorufus) w osobnym rodzaju Ochthodiaeta. Obecnie (2020) Międzynarodowy Komitet Ornitologiczny umieszcza kopciucha kolumbijskiego w rodzaju Myiotheretes. M. pernix jest gatunkiem monotypowym. Przynajmniej w 1930 roku holotyp znajdował się w Muzeum Zoologii Porównawczej w Cambridge, gdzie był oznaczony numerem 106,004.
W roku 1920, w 21 lat po opisaniu gatunku, znano zaledwie 5 okazów.

## Morfologia
Długość ciała wynosi 18–21 cm. Nad kantarkiem i okiem przebiega biały pasek. Wierzch ciała ciemnobrązowy. Skrzydła ciemniejsze, można dostrzec dwa jasnocynamonowe albo rdzawe paski skrzydłowe. Wewnętrzne lotki mają rdzawe krawędzie. Sterówki czarniawe; zewnętrzne krawędzie zewnętrznych sterówek rdzawe lub rdzawobrązowe. Białe gardło pokrywają popielate paski. Pióra na spodzie ciała mają głęboką, rudą barwę, na piersi z lekko oliwkowym odcieniem. Dziób i nogi czarne.
Wymiary szczegółowe holotypu: długość skrzydła 103 mm, ogona – 83 mm, skoku – 25,6 mm, dzioba (górna krawędź) – 21,2 mm. Wymiary dla 10 osobników, wraz z odchyleniem standardowym (w nawiasie), w milimetrach:
| Długość ciała | D. skrzydła | D. ogona   | D. skoku   | D. środkowego palca |
| ------------- | ----------- | ---------- | ---------- | ------------------- |
| 191,9 (3,8)   | 99,7 (4,3)  | 87,4 (3,6) | 23,1 (0,8) | 21,2 (0,8)          |

## Zasięg występowania
Endemit Kolumbii. Występuje jedynie na północnych i północno-zachodnich zboczach Sierra Nevada de Santa Marta. Według BirdLife International większość współczesnych doniesień pochodzi z pasma San Lorenzo. Był tam stwierdzony już w 1900 roku. W 2001 zaobserwowano kopciuchy kolumbijskie także w dolinie górnej rzeki Frío.

## Ekologia i zachowanie
Kopciuch kolumbijski był stwierdzany na wysokości 2100–3300 m n.p.m. Środowiskiem życia gatunku są zakrzewione obrzeża górskich lasów, także zarośla w lasach wtórnych; rzadko zamieszkuje zakrzewione przecinki, skarpy powstałe po wybudowaniu drogi i zarośnięte zbocza. W paśmie San Lorenzo można wyróżnić pięć typów środowisk – dojrzały las, zarośla wtórne, obszary z przemieszaną roślinnością naturalną i pochodzenia rolniczego, pastwiska i plantacje kawy. Podczas jednego z badań okazało się, że najchętniej kopciuchy kolumbijskie przebywają w lasach (również wtórnych), jednak w ogóle nie odwiedzają plantacji kawy. Podobnie, bywały obserwowane nieopodal upraw sosen, jednak nie na ich obszarze. Do tego badane ptaki przebywały na obszarach o niskiej rocznej średniej temperaturze i rocznej sumie opadów wynoszącej przynajmniej 2000 mm. Prawdopodobnie ptaki preferują takie środowisko ze względu na stałe warunki, a więc i stały dostęp pożywienia.
Według autorów artykułu z listopada 2015 roku ówczesny stan wiedzy dotyczący kopciucha kolumbijskiego bazował głównie na pojedynczych lub niepotwierdzonych obserwacjach. Przedstawiciele M. pernix żywią się owadami. Zwykle przebywają samotnie lub w parach, okazjonalnie w grupach wielogatunkowych. Poluje przez wypady z czubków drzew i krzewów, okazjonalnie nie w otwarty teren, a w obrębie korony drzewa. Nie są znane informacje dotyczące rozrodu kopciuchów kolumbijskich.

## Status i zagrożenia
IUCN uznaje kopciucha kolumbijskiego za gatunek zagrożony wyginięciem (EN, Endangered) od 2000 roku. Wcześniej, w latach 1994 i 1996 otrzymał status narażonego na wyginięcie (VU, Vulnerable). Liczebność populacji szacuje się na 600–1700 dorosłych osobników. W 1993 roku w Sierra Nevada de Santa Marta pozostawało jedynie 15% rdzennej roślinności, jednakże głównie na północnych stokach, gdzie występują kopciuchy. Zasięg występowania M. pernix szacuje się na około 2000 km², zaś rzeczywisty obszar występowania na 352 km² (Botero-Delgadillo et al., 2015). Zagrożeniem dla gatunku jest przekształcanie lasów w plantacje konopi indyjskich, również krasnodrzewów (Erythroxylum). Mniej znaczącym zagrożeniami są: wycinka drzew, wypalanie, obsadzanie obcymi gatunkami (w tym eukaliptusami i sosnami) oraz ekspansja rolnictwa, w tym wypas bydła i zakładanie plantacji kawy na niższych wysokościach. Dziewicza roślinność gór jest chroniona przez Park Narodowy Sierra Nevada de Santa Marta oraz rezerwat biosfery, w obrębie którego znajduje się ów park. Z punktu widzenia ochrony przyrody jest to jednak jedynie formalny zapis, a lepsze efekty mogłaby przynieść współpraca z lokalną ludnością i władzami.